# Syzygium buxifolioideum
Syzygium buxifolioideum är en myrtenväxtart som beskrevs av Ho Tseng Chang och Ru Huai Miao. Syzygium buxifolioideum ingår i släktet Syzygium och familjen myrtenväxter.
Artens utbredningsområde är Hainan (Kina). Inga underarter finns listade i Catalogue of Life.